# بن فونك
بن فونك (بالإنجليزية: Ben Funk)‏ (2 يونيو 1902 – 1969) هو ملاكم أمريكي راحل، مثّل بلاده في الألعاب الأولمبية الصيفية 1924.

## روابط خارجية
بن فونك على موقع أوليمبيديا (الإنجليزية)